# Friedrich Baumbach
Pour les articles homonymes, voir Baumbach.
Friedrich (Fritz) Baumbach, né le 8 septembre 1935 à Weimar en Allemagne et mort le 24 avril 2025 à Berlin,, est un grand maître international et un champion du monde allemand du jeu d'échecs par correspondance.
Il obtint le titre de maître international par correspondance en 1967 et celui de grand maître en 1973.
Baumbach remporta  le onzième Championnat du monde d'échecs par correspondance (1983-1989).
Sur l'échiquier (à la pendule), il finit deuxième du championnat de RDA en 1968, puis premier du championnat d'Allemagne de l'Est en 1970 et remporta la médaille de bronze par équipe avec la RDA lors du Championnat d'Europe d'échecs des nations de 1970. Il obtint le tire de maître FIDE en 1970.